# Naches (Washington)
Naches je gradić u američkoj saveznoj državi Washington. Prema popisu stanovništva iz 2010. u njemu je živjelo 795 stanovnika.